# 第58回全国高等学校サッカー選手権大会
第58回全国高等学校サッカー選手権大会（だい58かいぜんこくこうとうがっこうサッカーせんしゅけんたいかい）は、1980年（昭和55年）1月1日から1月8日まで行われた、全国高等学校サッカー選手権大会である。

## 概要
- キャッチフレーズ 友よ見てくれ！俺たちの青春

### 日程
- 開会式　1月1日
- 1回戦　1月2日・3日・4日
- 2回戦　1月5日
- 準々決勝　1月6日
- 準決勝　1月7日
- 決勝　1月8日

### 使用会場
- 国立霞ヶ丘競技場陸上競技場（準決勝・決勝）
- 西が丘サッカー場（1回戦～準々決勝）
- 埼玉県大宮公園サッカー場（1回戦～準々決勝）
- 駒沢オリンピック公園総合運動場陸上競技場（1回戦～2回戦）
- 三ツ沢公園球技場（1回戦）

## 出場校
北海道・東北
- 北海道代表 札幌光星
- 北奥羽代表 五戸（青森県）
- 東北代表 仙台育英（宮城県）
- 西奥羽代表 秋田商（秋田県）

関東
- 茨城県代表 水戸商
- 北関東代表 今市（栃木県）
- 埼玉県代表 武南
- 千葉県代表 八千代
- 東京都代表 帝京
- 神奈川県代表 旭
- 山梨県代表 韮崎

北信越・東海
- 新潟県代表 新潟工
- 信北代表 富山一（富山県）
- 北陸代表 金沢西（石川県）
- 三岐代表 吉城（岐阜県）
- 静岡県代表 藤枝東
- 愛知県代表 愛知

近畿
- 京滋代表 水口（滋賀県）
- 大阪府代表 北陽
- 兵庫県代表 東灘
- 紀和代表 大淀（奈良県）

中国
- 東中国代表 米子東（鳥取県）
- 広島県代表 広島工
- 西中国代表 山口（山口県）

四国
- 南四国代表 徳島商（徳島県）
- 北四国代表 南宇和（愛媛県）

九州
- 福岡県代表 東福岡
- 西九州代表 佐賀学園（佐賀県）
- 長崎県代表 島原商
- 東九州代表 宮崎工（宮崎県）
- 鹿児島県代表 鹿児島実
- 沖縄県代表 前原

## 試合

### 1回戦
- 帝京 2 - 0 徳島商
- 水口 3 - 1 富山一
- 八千代 1 - 0 前原
- 旭 0 - 0(PK5 - 4) 北陽
- 水戸商 1 - 0 米子東
- 山口 2 - 1 新潟工
- 大淀 2 - 0 札幌光星
- 秋田商 1 - 0 東灘

- 五戸 3 - 0 吉城
- 宮崎工 2 - 0 藤枝東
- 愛知 4 - 1 東福岡
- 仙台育英 2 - 0 南宇和
- 韮崎 3 - 1 佐賀学園
- 島原商 4 - 3 金沢西
- 武南 1 - 0 広島工
- 今市 4 - 1 鹿児島実

### 2回戦
- 大淀 3 - 2 秋田商
- 愛知 5 - 1 仙台育英
- 帝京 3 - 0 旭
- 水口 1 - 1(PK4 - 3) 八千代

- 韮崎 2 - 2(PK4 - 2) 今市
- 宮崎工 2 - 1 五戸
- 島原商 2 - 0 武南
- 水戸商 3 - 0 山口

### 準々決勝
- 帝京 6 - 0 宮崎工
- 愛知 5 - 0 大淀

- 水戸商 1 - 0 島原商
- 韮崎 2 - 1 水口

### 準決勝
- 帝京 2 - 1 水戸商
- 韮崎 3 - 1 愛知

### 決勝
- 帝京 4 - 0 韮崎

## 得点王
- 川添孝一 (帝京) 5得点

## 主な出場選手
- 名取篤（帝京）
- 川添孝一（帝京）
- 小門洋一（帝京）